# Містер Олімпія 1999
Містер Олімпія 1999 — найбільш значуще міжнародне змагання по культуризму, що проводиться під егідою Міжнародної федерації бодібілдингу (англ. International Federation of Bodybuilding, IFBB). Змагання проходили 23 жовтня 1999 року в Лас Вегасі, США. Це був тридцять п'ятий турнір «Містер Олімпія». Свій другий титул завоював Ронні Коулмен з США.

## Результати
Загальна сума призових склала $311,000.
| Місце | Приз     | Ім'я!                        | 1  | 2  | 3  | 4  | Бали |
| ----- | -------- | ---------------------------- | -- | -- | -- | -- | ---- |
| 1     | $110,000 | США Ронні Коулмен            | 5  | 5  | 5  | 5  | 20   |
| 2     | $50,000  | США Флекс Віллер             | 10 | 10 | 10 | 10 | 40   |
| 3     | $40,000  | США Кріс Корм'є              | 15 | 15 | 15 | 15 | 60   |
| 4     | $30,000  | США Кевін Леврон             | 31 | 22 | 23 | 25 | 101  |
| 5     | $20,000  | США Шон Рей                  | 29 | 24 | 24 | 26 | 103  |
| 6     | $15,000  | Югославія Нассер Ель Сонбаті | 22 | 30 | 30 | 24 | 106  |
| 7     | $13,000  | Канада Пол Діллет            | 27 | 37 | 38 |    | 102  |
| 8     | $12,000  | Австралія Лі Пріст           | 45 | 41 | 39 |    | 125  |
| 9     | $11,000  | США Декстер Джексон          | 41 | 43 | 49 |    | 133  |
| 10    | $10,000  | Югославія Мілош Шарчев       | 54 | 59 | 48 |    | 161  |
| 11    |          | США Майк Матараццо           | 58 | 61 | 59 |    | 178  |
| 12    |          | Велика Британія Ерні Тейлор  | 66 | 68 | 59 |    | 193  |
| 13    |          | Чехія Павол Яблоницький      | 63 | 67 | 69 |    | 199  |
| 14    |          | США Джей Катлер              | 72 | 67 | 65 |    | 204  |
| 15    |          | Швейцарія Жан П'єр Фукс      | 79 | 80 | 80 |    | 239  |
| DQ    |          | Німеччина Маркус Рюль        | 61 | 60 | 69 |    | 190  |

## Визначні події
- Ронні Коулмен виграв свій другий поспіль титул Містер Олімпія.
- Маркус Рюль виявив позитивний результат на діуретики і був дискваліфікований.
- Портер Котрелл знявся з конкурсу через нещасний випадок під час гасіння пожежі, що стався кількома тижнями раніше.